# 기무라 유키
기무라 유키(일본어: 木村 由姫 키무라 유키[*] 1980년 11월 14일~)은 일본의 여성 가수로 아이치현에서 태어나 세이레이고등학교를 졸업했다.
1998년 7월에 싱글 《Summer Rain》싱글을 발표하면서 데뷔. 2001년 12월 31일에 은퇴했다. 기무라 유키의 음악 프로듀서는 전부 아사쿠라 다이스케가 맡았다.
은퇴 후 titivate scatty의 디자이너, WR의 프레스 어시스턴트가 된다. 2000년 7월 19일에 발표한 《LOVE & JOY》가 클럽 싱글을 중심으로 2006년 이후 재차 주목을 모으고 있다.